# Niesobkowate

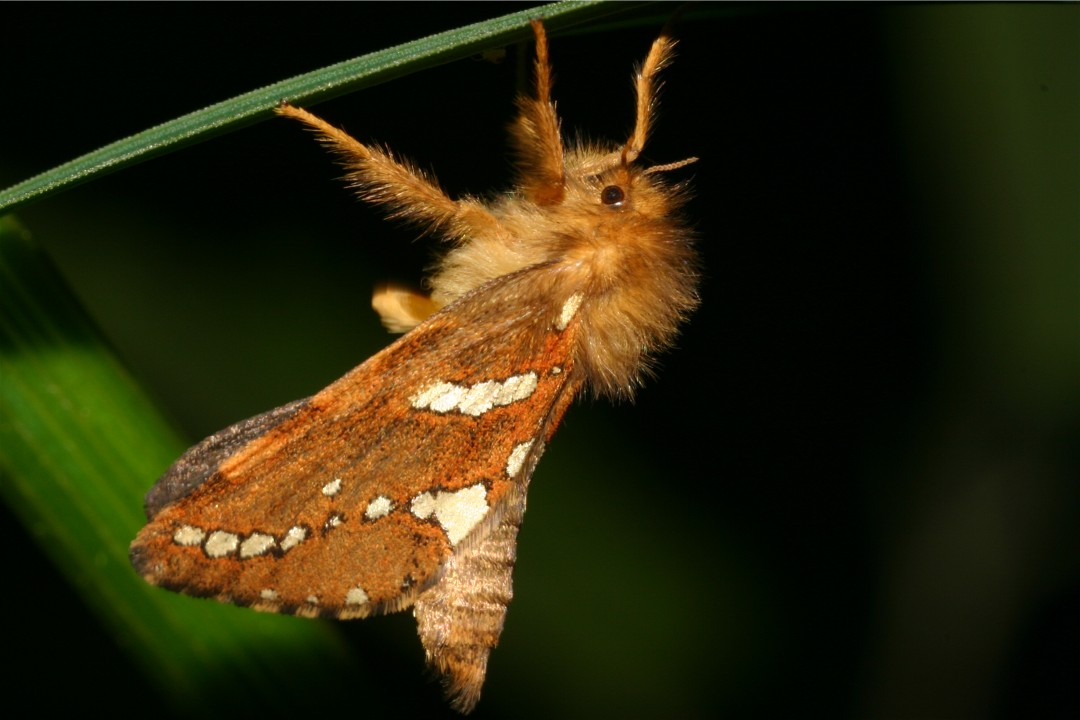
Phymatopus hecta

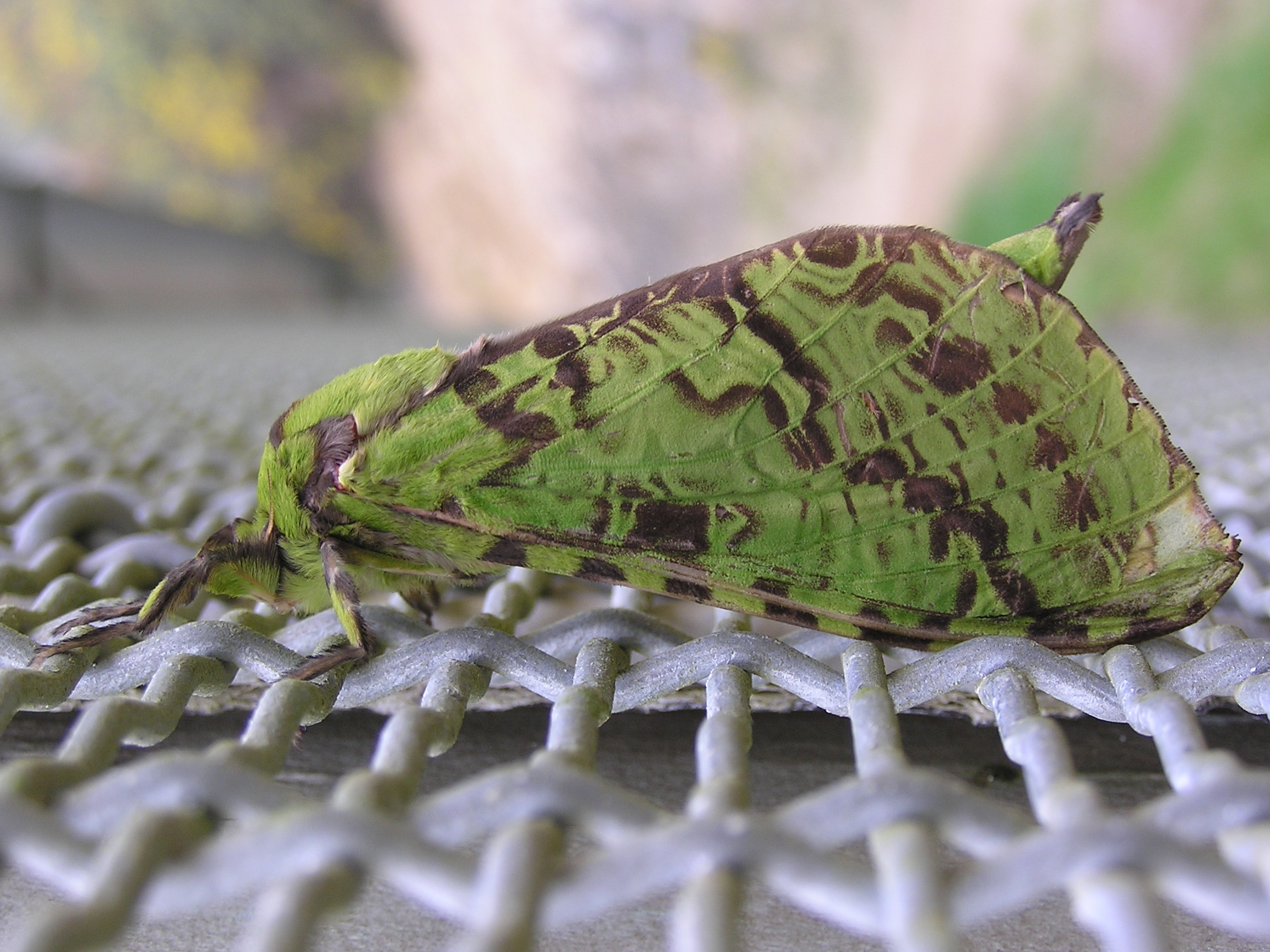
Aenetus virescens

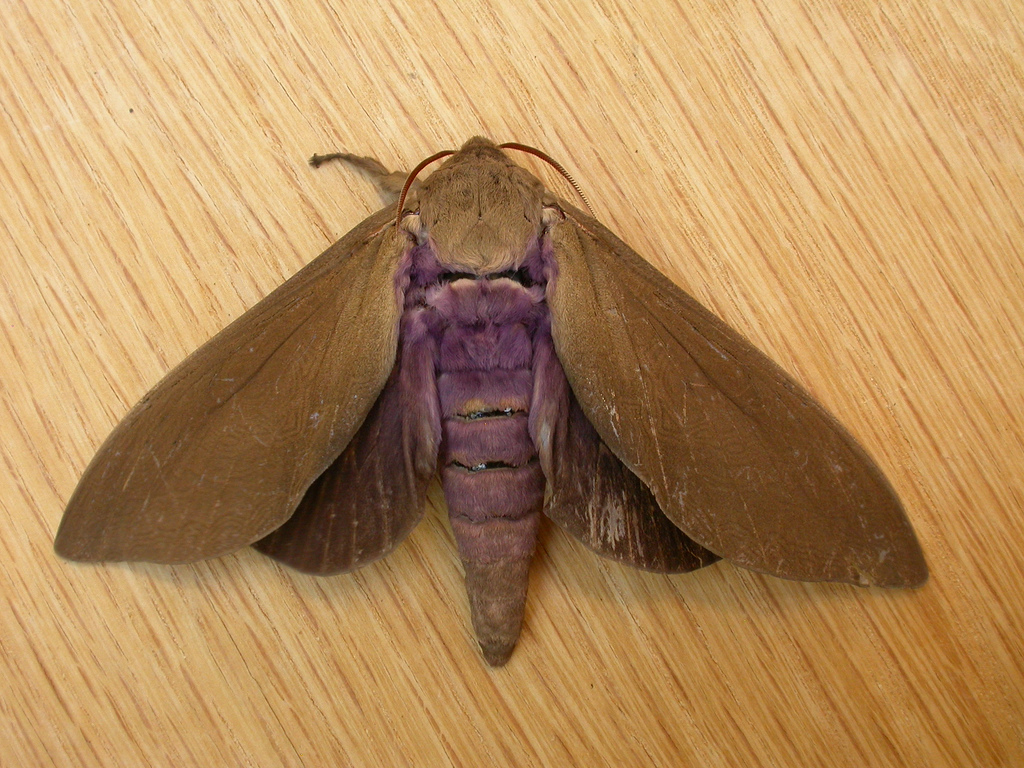
Abantiades hyalinatus

Niesobkowate, krótkowąsy (Hepialidae) – rodzina motyli z podrzędu Glossata i infrarzędu Exoporia. Obejmuje około 540 opisanych gatunków. Głównie australijskie, ale znane też z pozostałych kontynentów poza Antarktydą. 

## Opis
Głowa w stosunku do tułowia mała, wyposażona w duże oczy oraz krótkie czułki i głaszczki szczękowe. Przednie i tylne skrzydła podobne w użyłkowaniu i kształcie, połączone w czasie lotu płatem skrzydła przedniego. U samic niektórych gatunków skrzydła tylne zredukowane, przez co samice te są niezdolne do lotu. Golenie przednich odnóży niektórych gatunków wyposażone w epifizy. W oznaczaniu gatunków ważną rolę odgrywają męskie narządy rozrodcze. Walwy dobrze rozwinięte, a kukulus opatrzony sztywnymi szczecinkami. Unkus i zazwyczaj gnatos bardzo silnie zesklerotyzowane. Kształt gnatosa i winkulum różnorodny. Edeagus błoniasty. Sakus, jeśli obecny, szeroki. Na genitalia samic składają się: błoniasty tergit i słabo zesklerotyzowany sternit VIII segmentu odwłoka, zależnego od gatunku kształtu płytka przedwaginalna, brodawki odbytowe (niekiedy zlane w łuk grzbietowy) oraz dwie płytki stanowiące prawdopodobnie pozostałości X segmentu.
Gąsienica o ciele wałkowatym i głowie nieco spłaszczonej.

## Biologia i ekologia
Gąsienice żywią się zbutwiałymi liśćmi, po czym zagrzebują w ziemi i żerują na korzeniach roślin Odnotowano też żerowanie gąsienic na grzybach, mchach czy paprotnikach, a nawet drapieżnictwo na drobnych stawonogach (rodzaj Dalaca). Ich rozwój trwa od roku do trzech lat. Samce latają lotem wahadłowym, samice normalnym. Jaja składają w locie, rozsypując je na trawę. Jaj mogą być tysiące – samice z rodzaju Trictena potrafią ich złożyć do 29 tysięcy w jednej porcji. 

## Rozprzestrzenienie
Niesobkowate rozsiedlone są kosmopolitycznie, ale większość gatunków występuje w Australii. W Polsce występuje 6 gatunków (zobacz: niesobkowate Polski).

## Systematyka
Takson ten stanowi najliczniejszą w gatunki rodzinę infrarzędu Exoporia, będącego jedną z filogenetycznie najprymitywniejszych linii współcześnie żyjących motyli. W 2000 roku znano 537 gatunków niesobkowatych zgrupowanych w 56 rodzajach:
- Abanitades(inne języki) Herrich-Schaffer, 1855
- Aenetus(inne języki) Herrich-Schaffer, 1855
- Andebatis Nielsen et Robinson, 1983
- Aoraia(inne języki) Dumbleton, 1966
- Aplatissa(inne języki) Viette, 1953
- Bipectilus(inne języki) Chu et Wang, 1985
- Blanchardinella(inne języki) Nielsen, Robinson et Wagner, 2000
- Bordaia(inne języki) Tindale, 1932
- Calada(inne języki) Nielsen et Robinson, 1983
- Callipielus(inne języki) Butler, 1882
- Cibyra(inne języki) Walker, 1856
- Cladoxycanus(inne języki) Dumbleton, 1966
- Dalaca(inne języki) Walker, 1856
- Dalaca auctt. nec Walker, 1856
- Dioxycanus(inne języki) Dumbleton, 1966
- Druceiella(inne języki) Viette, 1949
- Dumbletonius(inne języki) Dugdale, 1988
- Elhamma(inne języki) Walker, 1856
- Endoclita(inne języki) Felder, 1874
- Eudalaca(inne języki) Viette, 1950
- Gorgopis(inne języki) Hübner, 1820
- Heloxycanus(inne języki) Dugdale, 1994
- Hepialus(inne języki) Fabricius, 1775
- Hepialiscus(inne języki) Hampson, 1893
- Parahepialiscus(inne języki) Viette, 1950
- Jeana(inne języki) Tindale, 1935
- Korscheltellus(inne języki) Börner, 1920
- Leto Hübner, 1820
- Metahepialus(inne języki) Janse, 1942
- Napialus(inne języki) Chu et Wang, 1985
- Neohepialiscus(inne języki) Viette, 1948
- Oncopera(inne języki) Walker, 1856
- Oxycanus(inne języki) Walker, 1856
- Palpifer(inne języki) Hampson, 1893
- Parapielus(inne języki) Viette, 1949
- Pfitzneriana(inne języki) Viette, 1952
- Pfitznerilla Viette, 1951
- Pharmacis(inne języki) Hübner, 1820
- Phassodes(inne języki) Bethune-Baker, 1905
- Phassus(inne języki) Walker, 1856
- Phialuse(inne języki) Viette, 1961
- Phymatopus(inne języki) Wallengren, 1869
- Phymatopus(inne języki) auctt. nec Wallengren, 1869
- Puermytrans(inne języki) Viette, 1951
- Schausiana(inne języki) Viette, 1950
- Sthenopis(inne języki) Packard, 1865
- Sthenopis auctt. nec Packard, 1865
- Thitarodes(inne języki) Viette, 1968
- Trichophassus(inne języki) Le Cerf, 1919
- Trictena(inne języki) Meyrick, 1890
- Triodia(inne języki) Hübner, 1820
- Wiseana(inne języki) Viette, 1961
- Xhoaphryx(inne języki) Viette, 1953
- Zelotypia(inne języki) Scott, 1869
- Zenophassus(inne języki) Tindale, 1941